# Pavonia fryxellii
Pavonia fryxellii är en malvaväxtart som beskrevs av A. Krapovickas. Pavonia fryxellii ingår i släktet påfågelsmalvor, och familjen malvaväxter. Inga underarter finns listade i Catalogue of Life.